# Барбур, Джулиан
Джулиан Барбур (англ. Julian Barbour; род. 1937) — британский физик, чья область научных интересов охватывает квантовую гравитацию и историю науки.
Степень доктора философии за исследование в области изучения Общей теории относительности Эйнштейна Барбур получил в Кёльнском университете в 1968 году; не занимая никакой академической должности, он поддерживает себя и свою семью работая на условиях неполной занятости в качестве переводчика. Джулиан Барбур живёт в Англии, близ небольшого городка Банбери, находящегося в окрестностях Оксфорда.

## Отрицание времени
Выпущенная в 1999 году книга Джулиана Барбура «Конец времени» отстаивает идею построения физической картины мира, отрицающей время: противоречивой точки зрения, утверждающей, что времени, как мы его себе представляем, в ином виде, кроме как, в виде иллюзии, не существует, и, что комплекс проблем теоретической физики возникает вследствие нашей веры в существование времени. «Изменения лишь создают иллюзию времени, когда существование каждого отдельного мгновения, благодаря его свойствам, представляется законченным и целым». Он называет такие мгновения множественностью «Теперь». Всё это иллюзия: нет ни движения, ни изменений. Он доказывает, что эта иллюзия времени является нашим истолкованием, что он называет «вместилищами времени», представляющими собой «всякую фиксированную структуру, создающую или кодирующую внешние признаки движения, изменения или истории».
В своём скептицизме теория Барбура идёт даже дальше, чем этернализм, поскольку отрицает не только течение времени, но само существование измерения времени как такового. Физика упорядочивает множественность «Теперь» по свойственной им схожести между собой. Такое упорядочивание и есть то, что обычно называется упорядочением во времени, но оно возникает не из «Теперь», произошедших в конкретное время, поскольку они не обладают свойством происходить. Упорядочение во времени не возникает также и из неизменяемого существования «Теперь», расположенных вдоль оси времени, как в этернализме, но это упорядочивание, скорее, происходит из фактического содержания «Теперь».
Философ Джон Эллис Мак-Таггарт достиг похожих выводов в свой книге «Нереальность времени», выпущенной в 1908 году.

## Махистская динамика
Исследования Джулиан Барбура также касаются и такой смежной области, как махизм. Махистский подход требует чтобы формирование физической картины происходило напрямую из наблюдаемых величин. В стандартных теориях аналитической динамики система будущей эволюции может быть извлечена из структуры, состоящей из положения частиц и импульса (или мгновенных скоростей(?))[уточнить]. Махистский подход избегает импульса и мгновенных скоростей, недоступных прямому наблюдению, и, таким образом, требует более чем один «снимок», характеризующий только положение. Это соответствует идее снимков или множества «Теперь» в рассуждениях Барбура о времени.
Совместно с физиком Бруно Бертоти, Барбур разрабатывает методику «наилучшего соответствия» для выведения гравитационных уравнений напрямую из астрономических измерений пространственных отношений объектов друг с другом. Преданный огласке в 1982 году метод описывает гравитационные эффекты также точно, как и Эйнштейновская общая теория относительности, но без необходимости обращения к «фоновой» сетке пространства-времени. Согласно физику Дэвиду Уилтшаеру из университета Кентербери в Новой Зеландии, такой по-настоящему махистский или сходный с ним подход, может объяснить наблюдаемое ускоренное расширение Вселенной без вовлечения такого причинного фактора, как тёмная энергия.
Ли Смолин постоянно упоминает идеи Джулиана Барбура в своих книгах.

## Книги

### Монографии
- 1999. The End of Time: The Next Revolution in our Understanding of the Universe. Oxford Univ. Press. ISBN 0-297-81985-2; ISBN 0-19-511729-8 (paperback: ISBN 0-7538-1020-4)
- 2001. The Discovery of Dynamics: A Study from a Machian Point of View of the Discovery and the Structure of Dynamical Theories. ISBN 0-19-513202-5
- 2006. Absolute or Relative Motion?. ISBN 0-19-513203-3. Paperback reprinting of The Discovery of Dynamics.

### Соавторство
- 1982 (with B. Bertotti). Mach’s Principle and the Structure of Dynamical Theories.
- 1994 (with Vladimir Pavlovich Vizgin) Unified Field Theories in the First Third of the 20th Century . ISBN 0-8176-2679-4.
- 1996 (with Herbert Pfister) Mach’s Principle: From Newton’s Bucket to Quantum Gravity. Birkhaueser. ISBN 0-8176-3823-7.

## Научные работы третьих лиц, ссылающихся на Джулиана Барбура
- Anderson, Edward (2004) «Geometrodynamics: Spacetime or space?» Ph.D. thesis, University of London.
- Anderson, Edward (2007) «On the recovery of Geometrodynamics from two different sets of first principles», Stud. Hist. Philos. Mod. Phys. 38: 15.
- Baierlein, R. F., D. H. Sharp, and John A. Wheeler (1962) «Three-dimensional geometry as the carrier of information about time», Phys. Rev. 126: 1864—1865.
- Max Tegmark (2008) «The Mathematical Universe», Found. Phys. 38: 101—150.
- Wolpert, D. H. (1992) «Memory Systems, Computation, and The Second Law of Thermodynamics», International Journal of Theoretical Physics 31: 743—785. Barbour argues that this article supports his view of the illusory nature of time.